# Liste der Bodendenkmäler in Amorbach
Auf dieser Seite sind die Bodendenkmäler in der unterfränkischen Stadt Amorbach zusammengestellt. Diese Tabelle ist eine Teilliste der Liste der Bodendenkmäler in Bayern. Grundlage ist die Bayerische Denkmalliste, die auf Basis des Bayerischen Denkmalschutzgesetzes vom 1. Oktober 1973 erstmals erstellt wurde und seither durch das Bayerische Landesamt für Denkmalpflege geführt wird. Die folgenden Angaben ersetzen nicht die rechtsverbindliche Auskunft der Denkmalschutzbehörde.

## Bodendenkmäler in Amorbach

### Bodendenkmäler im Ortsteil Amorbach
| Lage                | Objekt | Akten-Nr.     | Bild |
| ------------------- | --- | ------------- | ---- |
| Amorbach (Standort) | Archäologische Befunde des Mittelalters und der frühen Neuzeit im Bereich eines ehemaligen ritterlichen Ansitzes, des sog. Templerhofes.                                                                                | D-6-6321-0001 |      |
| Amorbach (Standort) | Archäologische Befunde des Mittelalters und der frühen Neuzeit im Bereich des ehemaligen Benediktinerklosters von Amorbach mit Ökonomiegebäuden und ehemalige Klostermühle.                                             | D-6-6321-0002 |      |
| Amorbach (Standort) | Mittelalterliche und frühneuzeitliche Befunde mit untertägigen Teilen von mittelalterlichen Vorgängerbauten im Bereich der frühneuzeitlichen Katholischen Pfarrkirche St. Gangolf von Amorbach.                         | D-6-6321-0042 |      |
| Amorbach (Standort) | Archäologische Befunde des Mittelalters und der frühen Neuzeit mit untertägigen Teilen von mittelalterlichen Vorgängerbauten im Bereich der frühneuzeitlichen ehemalige Benediktiner-Abteikirche von Amorbach.          | D-6-6321-0043 |      |
| Amorbach (Standort) | Archäologische Befunde im Bereich der mittelalterlichen und frühneuzeitlichen Oberstadt von Amorbach. | D-6-6321-0044 |      |
| Amorbach (Standort) | Archäologische Befunde des Mittelalters und der frühen Neuzeit im Bereich der ehemalige Stadtbefestigung der Oberstadt von Amorbach.                                                                                    | D-6-6321-0045 |      |
| Amorbach (Standort) | Untertägige Teile der mittelalterlichen und frühneuzeitlichen Unterstadt von Amorbach. | D-6-6321-0046 |      |
| Amorbach (Standort) | Untertägige Teile einer vorgelagerten mittelalterlichen und frühneuzeitlichen Grabenbefestigung der Oberstadt von Amorbach.                                                                                             | D-6-6321-0047 |      |
| Amorbach (Standort) | Archäologische Befunde im Bereich der frühneuzeitlichen, im Kern hochmittelalterlichen, auf einer frühgeschichtlichen Quellkultstätte errichteten Katholischen Wallfahrtskapelle St. Amor, urspr. Maria, in Amorsbrunn. | D-6-6321-0064 |      |

### Bodendenkmäler im Ortsteil Beuchen
| Lage               | Objekt | Akten-Nr.     | Bild |
| ------------------ | --- | ------------- | ---- |
| Beuchen (Standort) | Archäologische Befunde im Bereich der frühneuzeitlichen Kapellen-Vorgängerbauten der bestehenden Katholischen Kirche zu den Hl. Vierzehn Nothelfern von Beuchen. | D-6-6321-0066 |      |

### Bodendenkmäler im Ortsteil Reichartshausen
| Lage                       | Objekt | Akten-Nr.     | Bild |
| -------------------------- | --- | ------------- | ---- |
| Reichartshausen (Standort) | Grabhügel vorgeschichtlicher Zeitstellung. | D-6-6321-0004 |      |
| Reichartshausen (Standort) | Wachturm der römischen Kaiserzeit. | D-6-6321-0005 |      |
| Reichartshausen (Standort) | Wachturm der römischen Kaiserzeit. | D-6-6321-0006 |      |
| Reichartshausen (Standort) | Wachturm der römischen Kaiserzeit. | D-6-6321-0007 |      |
| Reichartshausen (Standort) | Wachturm der römischen Kaiserzeit. | D-6-6321-0008 |      |
| Reichartshausen (Standort) | Wachturm der römischen Kaiserzeit. | D-6-6321-0009 |      |
| Reichartshausen (Standort) | Ringwall vor- und frühgeschichtlicher Zeitstellung. | D-6-6321-0029 |      |
| Reichartshausen (Standort) | Wall und Graben des römischen Limes. | D-6-6321-0031 |      |
| Reichartshausen (Standort) | Archäologische Befunde im Bereich der frühneuzeitlichen Katholischen Kirche St. Mauritius von Reichartshausen mit mittelalterlichem Vorgängerbau und Bestattungen im ummauerten Kirchhof. | D-6-6321-0068 |      |